# Жувен, Андре
Андре́ Жуве́н (фр. André Jouvent) — французский кёрлингист.
В составе мужской сборной Франции участник чемпионата мира 1981 (заняли десятое место). В составе юниорской мужской сборной Франции участник двух чемпионатов мира среди юниоров (лучший результат — восьмое место в 1980).
Играл в основном на позициях первого и третьего.
Президент кёрлинг-клуба Curling Club Strasbourg Kléber.

## Команды
| Сезон   | Четвёртый     | Третий          | Второй        | Первый      | Турниры            |
| ------- | ------------- | --------------- | ------------- | ----------- | ------------------ |
| 1977—78 | Yves Tronc    | Pascal Pagliano | Кристоф Боан  | Андре Жувен | ЧМЮ 1978 (9 место) |
| 1979—80 | Yves Tronc    | Кристоф Боан    | Жерар Равелло | Андре Жувен | ЧМЮ 1980 (8 место) |
| 1980—81 | Жерар Равелло | Андре Жувен     | Жак Жюльен    | Жерар Алазе | ЧМ 1981 (10 место) |

(скипы выделены полужирным шрифтом)